# Claudia Jennings
Mary Eileen Chesterton, mer känd under artistnamnet Claudia Jennings, född den 20 december 1949 i Evanston i Illinois, död 3 oktober 1979 i Malibu i Kalifornien, var en amerikansk fotomodell och skådespelare.
Claudia Jennings utsågs till herrtidningen Playboys Playmate of the Month för november 1969 och till Playmate of the Year för 1970.
Hon omkom i en bilolycka 1979.

## Filmografi i urval
- 1971 – Kärleksmaskinen
- 1973 – 40 karat
- 1974 – 'Gator Bait
- 1976 – Mannen utan ansikte
- 1976 – Sisters of Death
- 1978 – Deathsport
- 1979 – Fast Company